# Waterhen 130
Waterhen 130 är ett reservat i Kanada.   Det ligger i provinsen Saskatchewan, i den centrala delen av landet, 2 500 km väster om huvudstaden Ottawa.
Runt Waterhen 130 är det glesbefolkat, med 8 invånare per kvadratkilometer.